# نیکولو آندریا

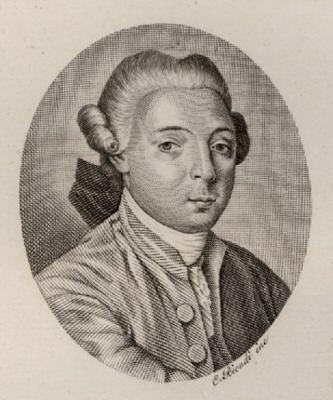
نیکولو آندریا، پزشک و نویسندهٔ اهل ایتالیا

نیکولو آندریا (۱۰ سپتامبر ۱۷۴۸ – ۹ دسامبر ۱۸۱۴) یک پزشک و نویسنده ایتالیایی بود که در ناپل فعالیت می‌کرد.

## زندگی‌نامه
آندریا در نزدیکی ماسافرا در آپولیا به دنیا آمد. پدرش یک پزشک محلی بود. او ابتدا در شهر زادگاهش تحصیل کرد، سپس در ناپل به وکالت پرداخت. او سپس به تحصیل پزشکی پرداخت و در سال ۱۷۷۷ به عنوان استاد کشاورزی در دانشگاه ناپل منصوب شد. از ۱۸۰۱ تا ۱۸۰۸ استاد فیزیولوژی و پزشکی نظری شد. او در سال ۱۸۱۱ رئیس دانشکده پزشکی شد. 
از جمله آثار او رساله‌ای در مورد آب‌های معدنی محلی (۱۷۸۳) بود. او رساله‌های متعدد دیگری از پزشکی و فیزیولوژی منتشر کرد.